# Cheilothela chloropus
Cheilothela chloropus là một loài rêu trong họ Ditrichaceae. Loài này được Brid. Broth. mô tả khoa học đầu tiên năm 1901.